# Cao Bằng
Cao Bang (/kāːw ɓàŋ/ ), orthographié aussi Kao Bang, est une ville des hauts plateaux du nord du Viêt Nam, capitale de la province de Cao Bằng. Elle est située sur la rive de la rivière Bằng, à environ 30 km de la frontière avec la région chinoise Guangxi.

## Histoire
La région de Cao Bằng (高平 ; « haut plateau »), était le bastion des dernières années de la Dynastie Mạc après leur défaite de 1592 aux mains des seigneurs Trịnh. Au XIXe siècle, la région était résistante au gouvernement Nguyễn.
La ville est également connue pour la bataille de Cao Bằng, la première grande victoire du Việt Minh contre l'armée française.

## Personnalités nées à Cao Bằng
- Linh Quang Viên (en) (1918-2013), femme soldat qui a atteint le grade de lieutenant-général Armée de la république du Viêt Nam ;
- Lương Thùy Linh (en) (2000-), mannequin et championne de beauté qui a été couronnée Miss Monde Vietnam 2019.

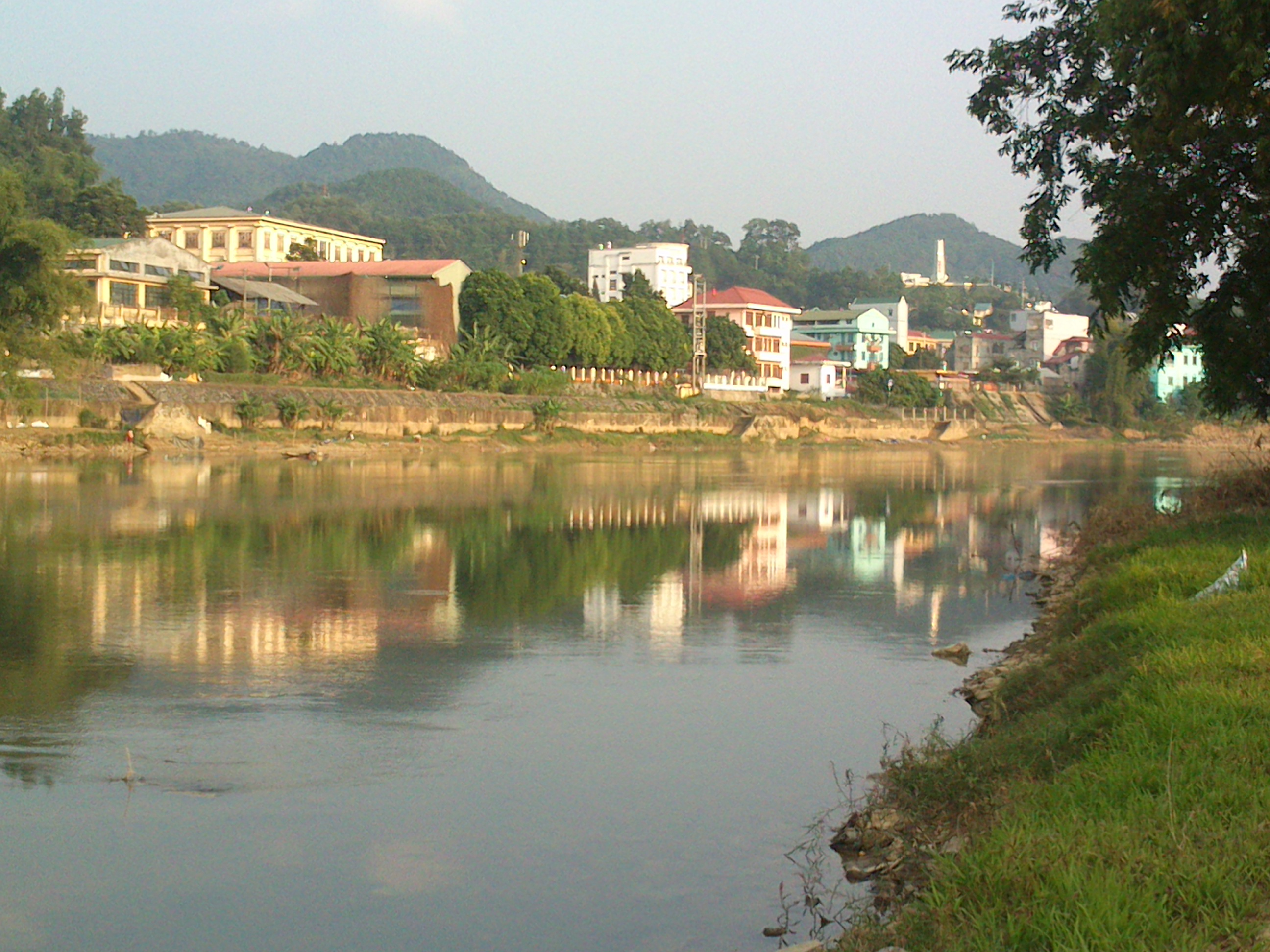
Rivière Bang à Cao Bang.